# Голя-Вонсоська
Голя-Вонсоська (пол. Gola Wąsoska) — село в Польщі, у гміні Вонсош Гуровського повіту Нижньосілезького воєводства.
Населення — 184 особи (2011).
У 1975-1998 роках село належало до Лешненського воєводства.

## Демографія
Демографічна структура станом на 31 березня 2011 року:
|          | Загалом | Допрацездатний вік | Працездатний вік | Постпрацездатний вік |
| -------- | ------- | ------------------ | ---------------- | -------------------- |
| Чоловіки | 91      | 23                 | 59               | 9                    |
| Жінки    | 93      | 28                 | 49               | 16                   |
| Разом    | 184     | 51                 | 108              | 25                   |